# Hjälm m/1879

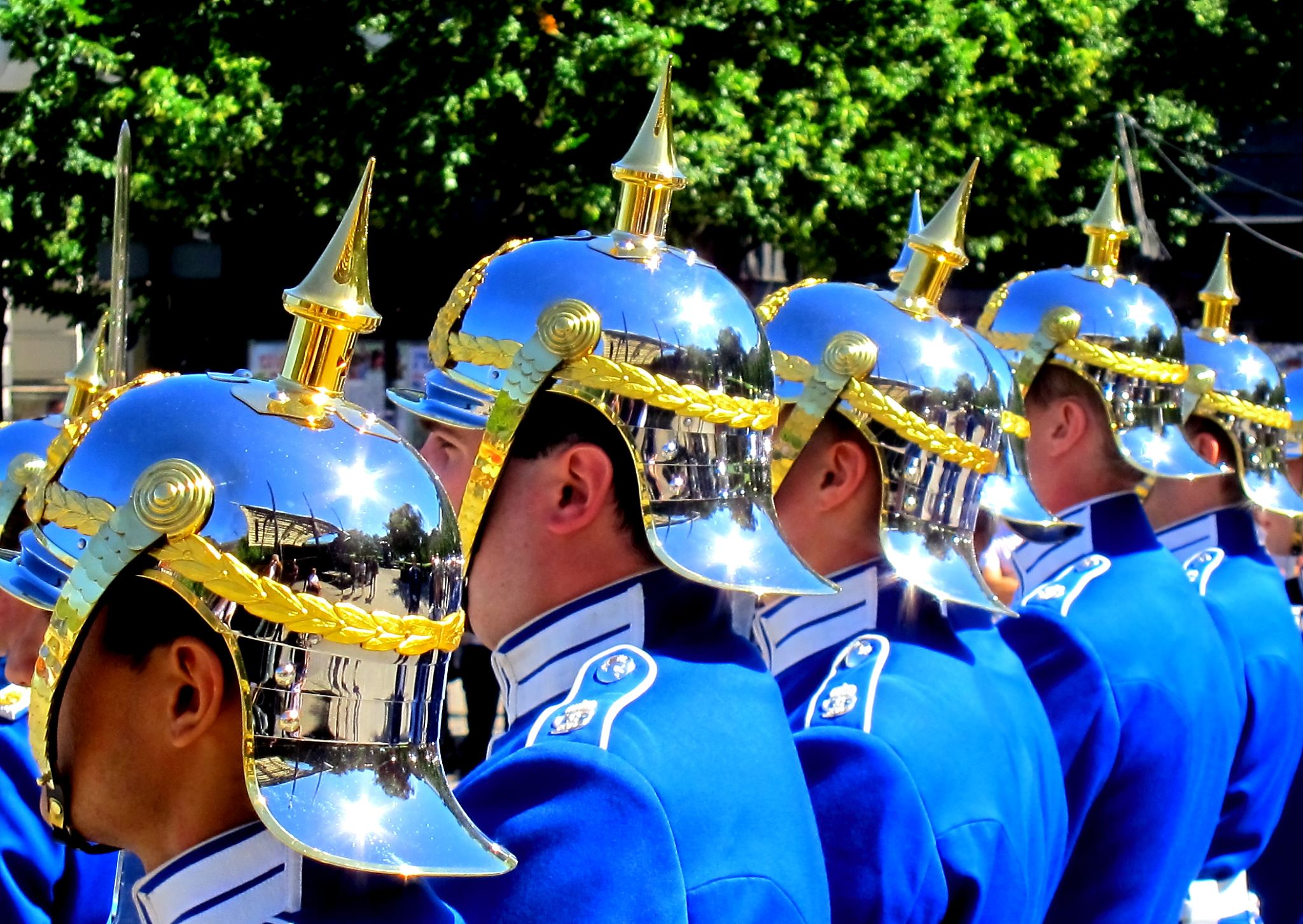
Livskvadron med hjälm m/1879-1900-1928.

Hjälm m/1879 var en pickelhuva som användes vid försvarsmakten (dåvarande krigsmakten).

## Utseende
Hjälm m/1879 är tillverkad i nysilver och har förgyllda beslag. På officerarnas och fanjunkarnas hjälmar finns en blåemaljerad och förgylld vapenplåt. På manskapets och underbefälets hjälmar saknar vapenplåten emalj. Även hakremmen är förgylld på samtliga hjälmar. På officerarnas hjälmar fanns även till höger om hakremsknappen en gul sidenkokard. Manskapet hade även skvadronens siffra på hjälmens vänstra sida.

## Användning
Grundvarianten av hjälmen används inte idag men varianten hjälm m/1879-1900-1928 används idag i samband med högvakt och annan statsceremoniell verksamhet till vapenrock m/1895 och ridbyxor m/1895. Vid så kallad stor parad så pryds även hjälmen av plym m/1887. Hjälmen används huvudsakligen av Livgardets Livskvadron och musikkåren Livgardets dragonmusikkår.

## Varianter

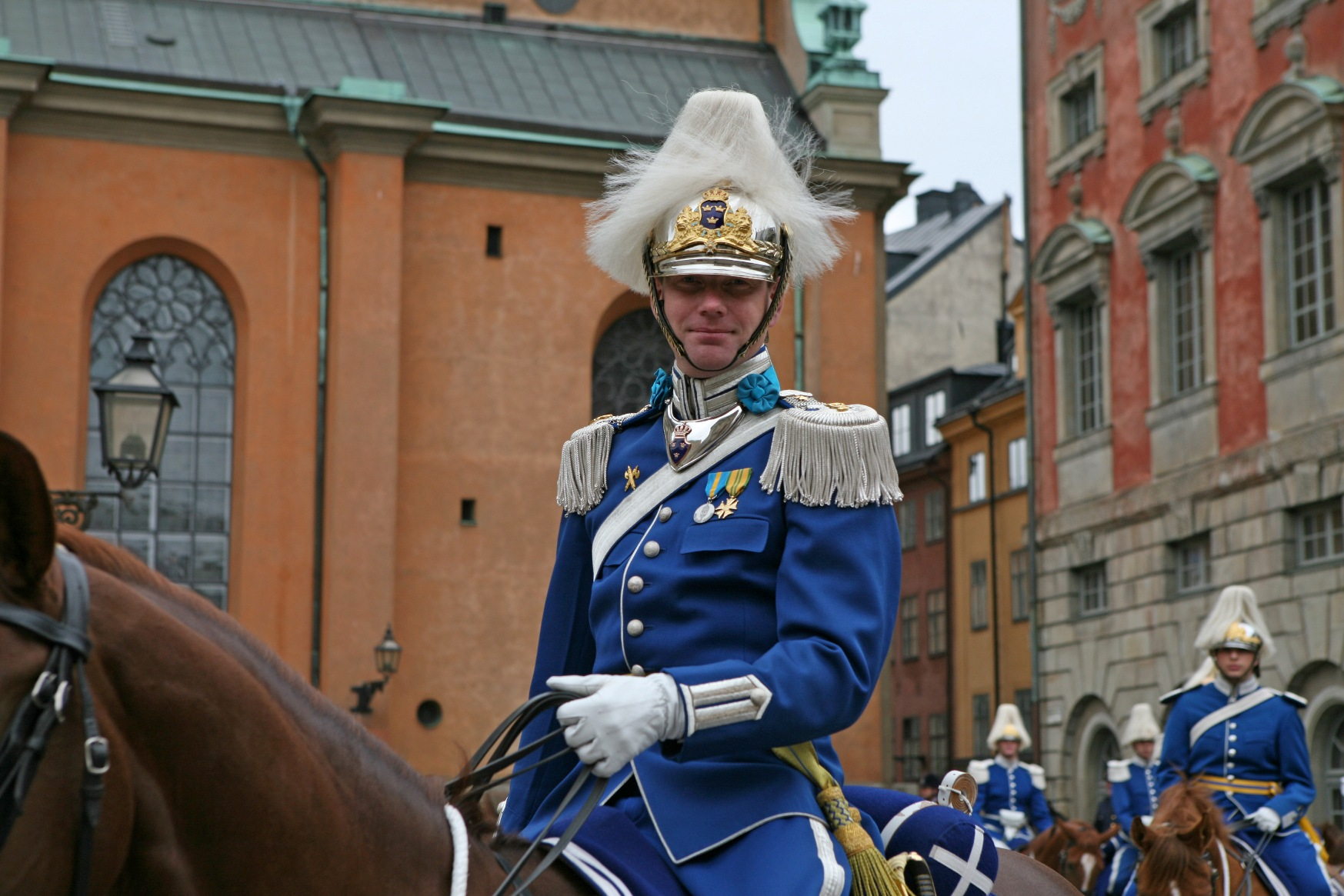
Officer vid livgardet iklädd hjälm m/1879-1900-1928 med plym m/1887 och vapenrock m/1895.

Det finns flera olika varianter av hjälmen.

### Hjälm m/1879-1900
Denna variant är till skillnad från ursprungsvarianten gjord av stålplåt och hade nackremmen förlängd så att den mer liknade en hjälm av kyrassiärtyp än en av dragontyp (vilket den var).

### Hjälm m/1879-1900-1928
Det var när Livgardet till häst (K 1) och Livregementets dragoner (K 2) skulle slås ihop 1928 som man utvecklade denna variant som på sätt och viss var en blandning av den tidigare varianten inom K 1 och den som användes inom K 2 (hjälm m/1895). Den detalj som ändrades var lagerlövskransen som lades till på hjälmen. Denna variant används ännu idag vid Livgardets Livskvadron vilken härstammar från resultatet av hopslagningen - Livregementet till häst, K 1 (senare Livgardets Dragoner, LGD).
Den 1 januari 2009 infördes tvåbefälssystemet inom Försvarsmakten vilket ändrade emaljeringen av vapenplåten på hjälmen.
Tillverkad i förkromad plåt med förgyllda mässingsbeslag.

Förgylld vapenplåt m/1879 med:
- lilla riksvapnet blåemaljerat för officerare
- lilla riksvapnet vitemaljerat för specialistofficerare
- lilla riksvapnet räfflat och förgyllt för soldater och gruppbefäl

Lilla riksvapnet omgivet av serafimerkedjan, krönt med kunglig krona och med lejon på ömse sidor.
På höger sida, under hakremsknappen:
- en förgylld plåtkokard, en gul sidenkokard för specialistofficerare och officerare samt en halmkrans m/1833 (större modell).
- en förgylld plåtkokard, en blågul sidenkokard för civilanställda med specialistofficers och officers grad samt en halmkrans m/1833 (större modell).
- en förgylld plåtkokard och en halmkrans m/1833 (större modell) för manskap och underbefäl.

Lagerkrans av förgylld metall runt hjälmens bakre del. Pik och pikfäste av förgylld metall. Officerare (OF-1/5) bär fästen till hakrem (bataljband) med guldfärgade lejonmaskaroner och ciselerade bataljband.

## Fotografier

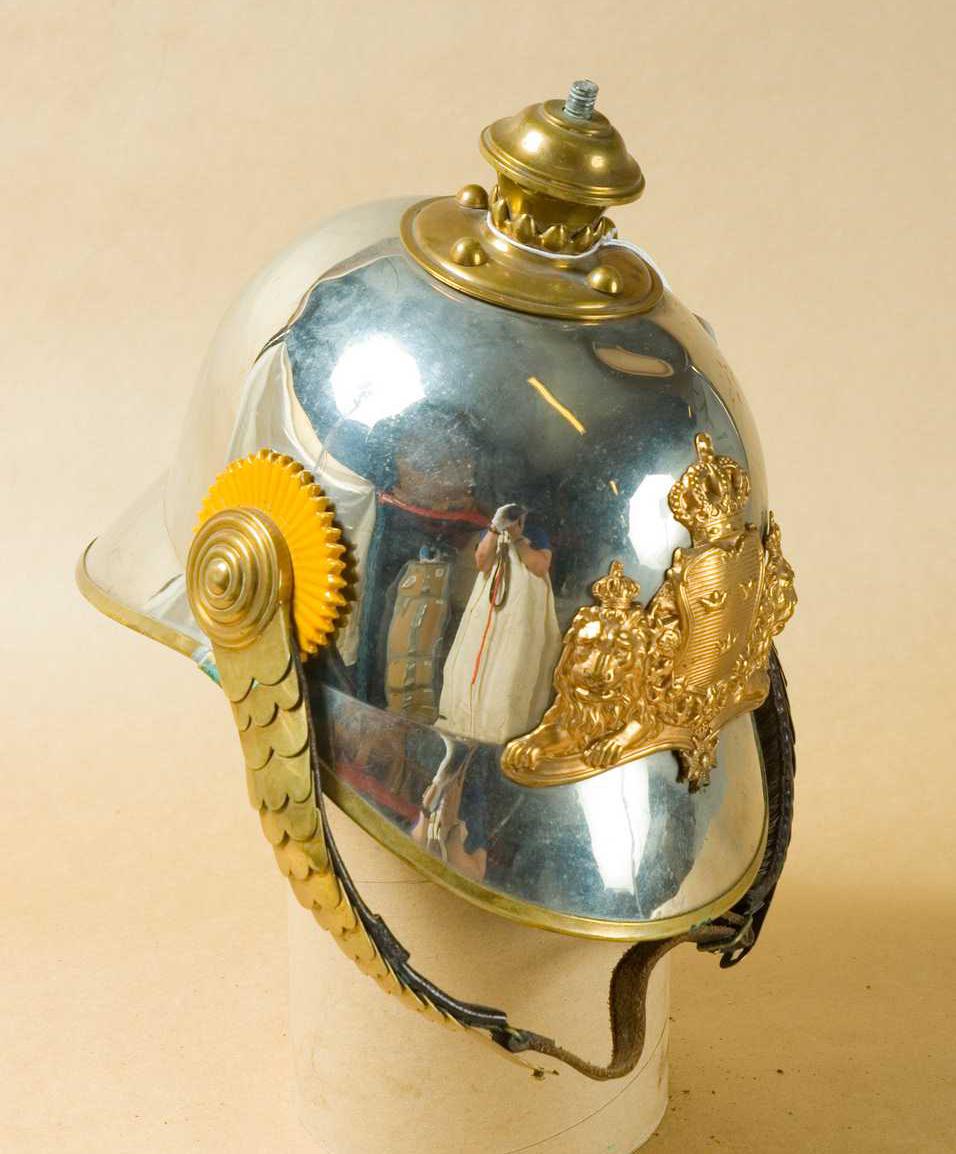
Den ursprungliga hjälm m/1879 för fanjunkare vid Livgardet till häst (K 1). Exemplaret saknar pickel. Manskap hade samma men med kokard i sämskskinn eller metall.
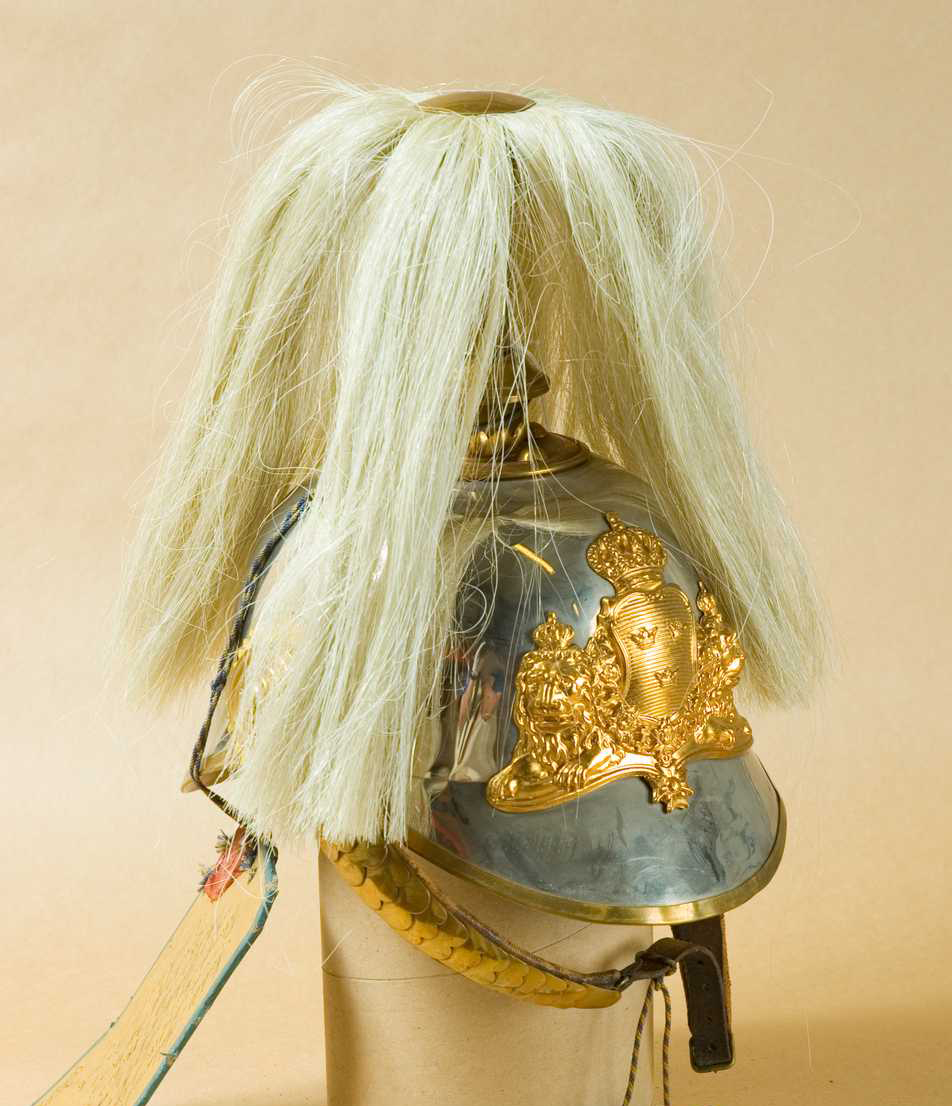
Den ursprungliga hjälm m/1879 för manskap vid Livgardet till häst (K 1) med plym m/1887 för stor parad.
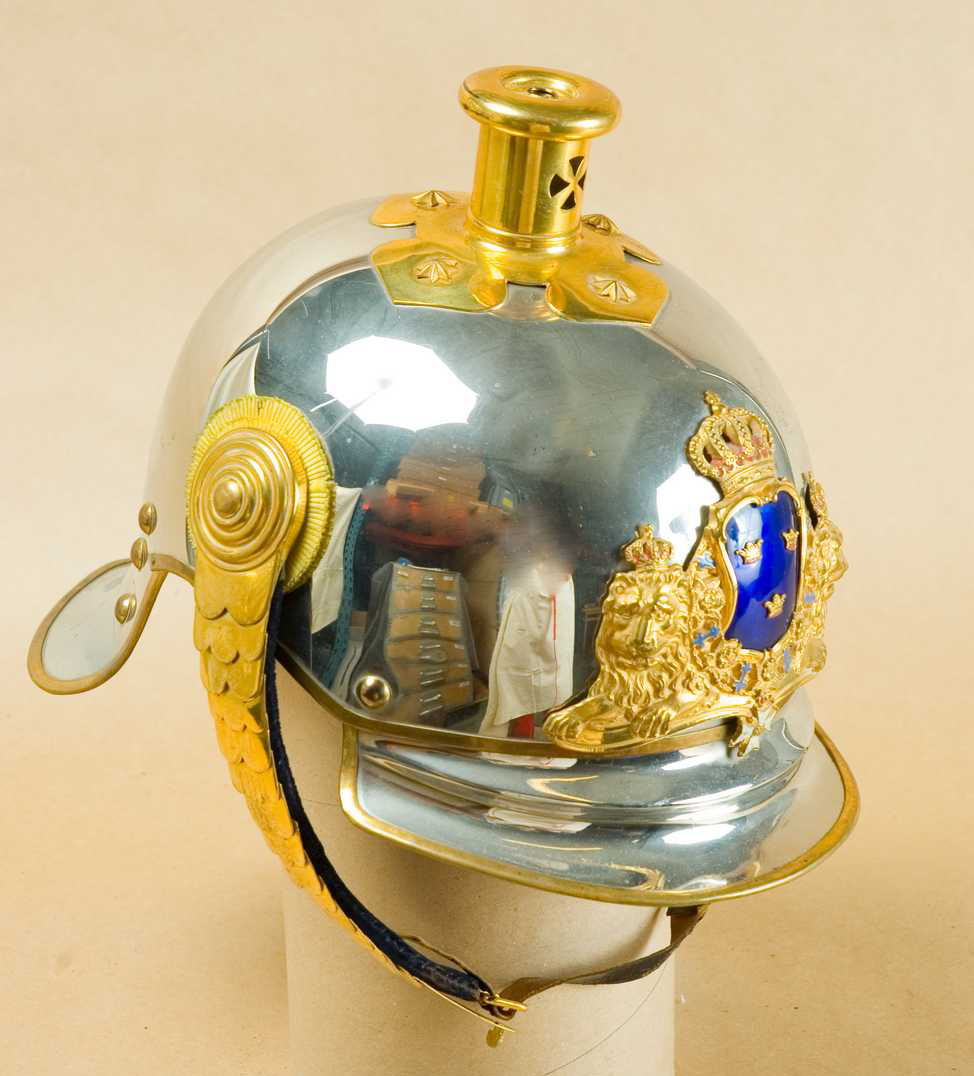
Hjälm m/1879-1900 för officer vid Livgardet till häst (K 1). Exemplaret saknar pickel.
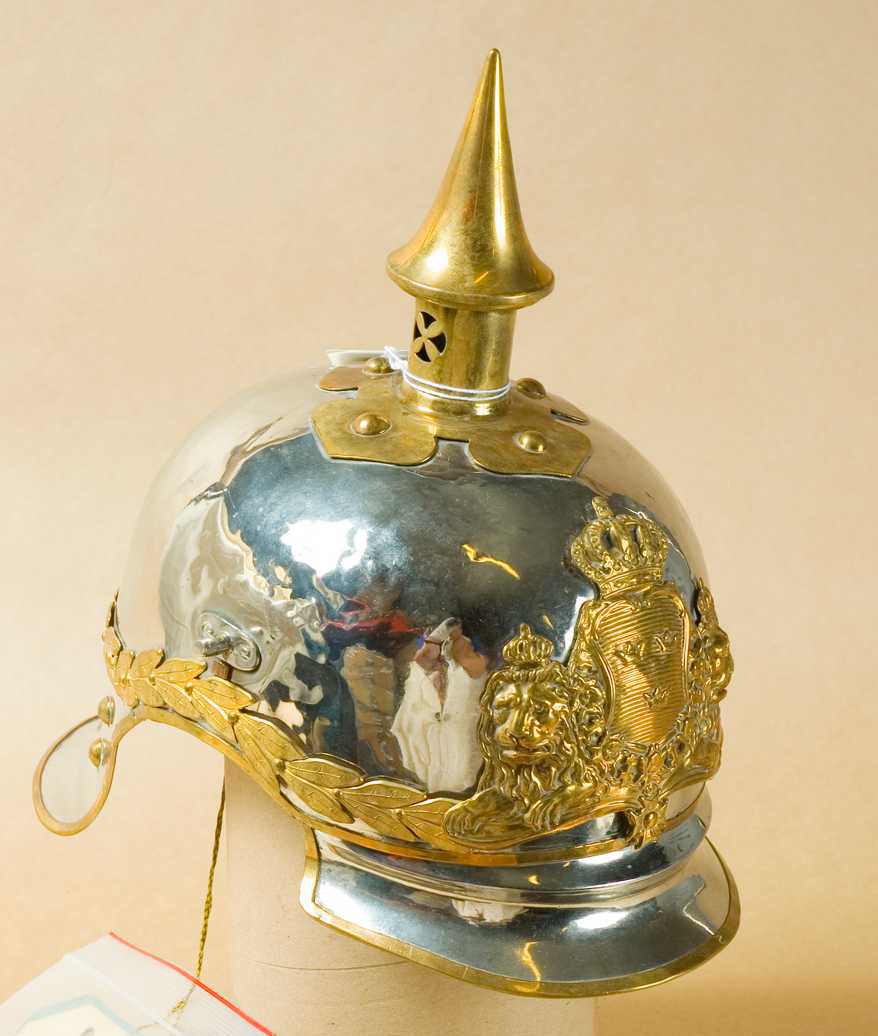
Hjälm m/1879-1900-1928 för manskap vid Livgardet till häst (K 1). Denna modell används än idag.
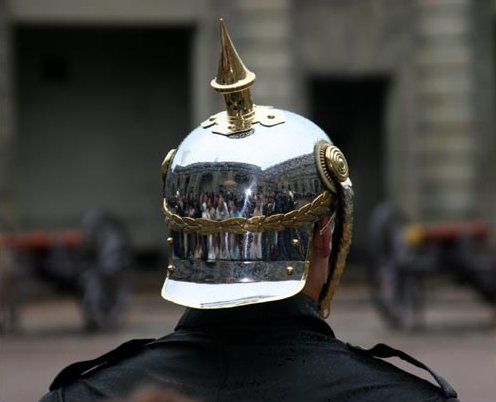
Hjälmens baksida.